# Copa del Món de Futbol de 1954 - Grup 1
El Grup 1 de la Copa del Món de Futbol 1954, disputada a Suïssa, estava compost per quatre equips. Abans de començar s'establiren dos caps de sèrie, de forma que, en lloc del tradicional enfrontament tots contra tots, només s'enfrontaren els caps de sèrie contra els que no ho eren, per un total de quatre partits per grup. En cas d'empat entre dos seleccions es disputà un partit de desempat. Els dos millors classificats passaren a jugar la segona fase, els quarts de final.

## Integrants
El grup 1 està integrat per les seleccions següents:
| Brasil | Iugoslàvia | França | Mèxic |
| ------ | ---------- | ------ | ----- |

## Classificació
| Pos | Equip      | PJ | PG | PE | PP | GF | GC | DG | Pts | Classificació           |
| --- | ---------- | -- | -- | -- | -- | -- | -- | -- | --- | ----------------------- |
| 1   | Brasil     | 2  | 1  | 1  | 0  | 6  | 1  | +5 | 3   | Avança a la segona fase |
| 2   | Iugoslàvia | 2  | 1  | 1  | 0  | 2  | 1  | +1 | 3   | Avança a la segona fase |
| 3   | França     | 2  | 1  | 0  | 1  | 3  | 3  | 0  | 2   |                         |
| 4   | Mèxic      | 2  | 0  | 0  | 2  | 2  | 8  | −6 | 0   |                         |

## Partits

### Brasil vs Mèxic
| Brasil                                                 | 5–0     | Mèxic |
| ------------------------------------------------------ | ------- | ----- |
| Baltazar 23' · Didi 30' · Pinga 34', 43' · Julinho 69' | Informe |       |

### Iugoslàvia vs França
| Iugoslàvia      | 1–0     | França |
| --------------- | ------- | ------ |
| Milutinović 15' | Informe |        |

### Brasil vs Iugoslàvia
| Brasil   | 1–1 (pr.) | Iugoslàvia |
| -------- | --------- | ---------- |
| Didi 69' | Informe   | Zebec 48'  |

### França vs Mèxic
| França                                            | 3–2     | Mèxic                       |
| ------------------------------------------------- | ------- | --------------------------- |
| Vincent 19' · Cárdenas 46' (p.p.) · Kopa 88' (p.) | Informe | Lamadrid 54' · Balcázar 85' |